# Mickaël Tribillac
Pas d'image ? Cliquez ici

a Compétitions nationales et continentales officielles uniquement.

Michaël Tribillac est un joueur français de rugby à XIII et de rugby à XV. Formé à Lézignan, il tente en 2009 une expérience en Super League avec les Dragons Catalans. De retour à Lézignan en 2009, il accumule les titres avec le club jusqu'en 2013 et un départ au rugby à XV à L'US Quillan puis à Saint-André de Roquelongue. De retour au XIII, il s'engage à Palau puis Ferrals avant de revenir à Lézignan.

## Distinctions personnelles
- 2010 : Participation à la coupe d'Europe des nations de rugby à XIII avec l'équipe de France.

### En club
| Saison    | Club                      | Compétition           | Matchs | Points | Essais | Goals | Drops |
| --------- | ------------------------- | --------------------- | ------ | ------ | ------ | ----- | ----- |
| 2007-2008 | Lézignan                  | Championnat de France | 6      | 12     | 3      | -     | -     |
| 2008-2009 | Saint-Estève XIII Catalan | Championnat de France | 2      | -      | -      | -     | -     |
| 2009-2010 | Lézignan                  | Championnat de France | 13     | 74     | 5      | 27    | -     |
| 2010-2011 | Lézignan                  | Championnat de France | 14     | 40     | 7      | 6     | -     |
| 2011-2012 | Lézignan                  | Championnat de France | 8      | 40     | 2      | 16    | -     |
| 2012-2013 | Lézignan                  | Championnat de France | 17     | 28     | 4      | 6     | -     |
| 2013-2014 | ?                         |                       | -      | -      | -      | -     | -     |
| 2014-2015 | Palau                     | Championnat de France | 13     | 28     | 7      | -     | -     |
| 2015-2016 | ?                         |                       | -      | -      | -      | -     | -     |
| 2016-2017 | ?                         |                       | -      | -      | -      | -     | -     |
| 2017-2018 | ?                         |                       | -      | -      | -      | -     | -     |
| 2018-2019 | Lézignan                  | Championnat de France | 12     | 68     | 6      | 22    | -     |
| 2019-2020 | Lézignan                  | Championnat de France | 9      | 12     | 3      | -     | -     |